# Simon Sudbury
Simon Sudbury (c. 1316 – 14 de junho de 1381) foi bispo de Londres de 1361 a 1375, arcebispo da Cantuária de 1375 até sua morte e, no último ano de sua vida, Lord Chancellor da Inglaterra. Teve uma morte violenta durante a revolta camponesa de 1381.

## Vida
Filho de Nigel Theobald, Sudbury (como mais tarde ficou conhecido) nasceu em Sudbury, Suffolk, estudou na Universidade de Paris e tornou-se um dos capelães do Papa Inocêncio VI, um dos papas de Avinhão, que em 1356 o enviou em uma missão para Eduardo III de Inglaterra.
Em 1361, Sudbury foi nomeado Chanceler de Salisbury e, em 22 de outubro daquele ano, o papa o nomeou bispo de Londres. Sua consagração ocorrendo em 20 de março de 1362, na Catedral de São Paulo, por William Edendon, Bispo de Winchester, assistido por Robert Wyvill, Bispo de Salisbury, e Adam Houghton, Bispo de Saint David’s. Logo estava servindo Eduardo III como embaixador e em outras funções. Em 4 de maio de 1375, sucedeu William Whittlesey como arcebispo da Cantuária, e durante o resto de sua vida foi partidário de João de Gante.
Em julho de 1377, após a morte de Eduardo III no mês anterior, coroou o novo rei, Ricardo II, na Abadia de Westminster, e no ano seguinte John Wycliffe apareceu diante dele em Lambeth, mas apenas iniciou um processo contra o reformador sob grande pressão.
Em janeiro de 1380, tornou-se Lord Chancellor da Inglaterra, e os camponeses insurgentes o consideravam um dos principais autores de seus problemas. Após libertar John Ball de sua prisão em Maidstone, os rebeldes de Kent atacaram e danificaram as propriedades do arcebispo em Cantuária e Lambeth; então, correndo para a Torre de Londres, apreenderam o próprio arcebispo. Era tão impopular com os camponeses rebeldes que os guardas simplesmente permitiram que eles passassem pelos portões, sendo o motivo seu papel na introdução do terceiro imposto de capitação.

### Morte
Sudbury foi arrastado para Tower Hill e, em 14 de junho de 1381, foi decapitado após oito golpes no pescoço. Seu corpo foi enterrado posteriormente na Catedral de Cantuária, embora sua cabeça (depois de ser retirada da Ponte de Londres) ainda esteja na igreja de St Gregory em Sudbury, Suffolk, que o arcebispo parcialmente reconstruiu. Com seu irmão, João de Chertsey, fundou uma faculdade em Sudbury; também construiu alguns edifícios em Cantuária. Seu pai era Nigel Theobald, e às vezes é chamado Simon Theobald ou Tybald.
Em março de 2011, uma tomografia computadorizada do crânio mumificado de Sudbury foi realizada no West Suffolk Hospital para fazer uma reconstrução facial, que foi concluída em setembro de 2011 pela especialista forense Adrienne Barker na Universidade de Dundee.

## Brasão
O brasão de Sudbury era um cão de caça talbot gravado em uma borda, como é visível esculpido em pedra em uma parede na nave da Catedral de Cantuária. A cidade de Sudbury usa um cão de caça talbot em seu brasão em alusão a ele.